# Milan Vader
Milan Vader (* 18. Februar 1996 in Middelburg) ist ein niederländischer Radrennfahrer, der im MTB-Cross-Country aktiv war und im Straßenradsport aktiv ist.

## Sportlicher Werdegang

### Mountainbike
Als Junior wurde Vader 2013 Niederländischer Meister im Cross-Country, 2014 gewann er die Bronzemedaille bei den Europameisterschaften. In der U23 wurde er 2015 und 2016 nationaler Meister, im UCI-Mountainbike-Weltcup der U23 gehörte er zur erweiterten Spitze.
2019 wurde er in seinem ersten Jahr in der Elite erstmals Niederländischer Elite-Meister und Dritter der Europameisterschaften im Cross-Country. Bei den beiden einzigen Weltcup-Rennen der verkürzten Saison 2020 in Nové Město na Moravě belegte Vader den dritten und den zweiten Platz im Cross-Country. 2021 wurde er in Leogang Dritter im Short-Track.
Zusammen mit Mathieu van der Poel wurde Vader für das niederländische Team für das Cross-Country-Rennen bei den Olympischen Sommerspielen 2020 in Tokio nominiert und belegte im Cross-Country-Rennen den 10. Platz.

### Straße
Nach einem gemeinsamen Trainingscamp mit dem UCI WorldTeam im Frühjahr 2021 erhielt Vader zur Saison 2022 einen Vertrag bei Jumbo-Visma. Neben dem Straßenradsport beabsichtigt er, weiter im MTB anzutreten. Seinen Einstand für Jumbo-Visma gab er bei Valencia-Rundfahrt 2022. Auf der fünften Etappe der Baskenland-Rundfahrt stürzte er schwer und zog sich lebensgefährliche Verletzungen zu, so dass er notoperiert und für knapp zwei Wochen ins künstliche Koma versetzt werden musste. Trotz der Schwere seiner Verletzungen kehrte er bereits Ende September 2022 zur Kroatien-Rundfahrt in den Rennsport zurück.
555 Tage nach seinem Unfall gewann Vader die Königsetappe der Tour of Guangxi 2023, eine Bergankunft, und übernahm damit die Gesamtführung dieses UCI WorldTour-Etappenrennens, die er auch bis zum Ende der Rundfahrt verteidigen konnte. Zuvor gewann er als Gesamtdritter die Bergwertung der Slowakei-Rundfahrt. 2024 kam er nur einmal unter die Top 10 eines Rennens.
Zur Saison 2025 wechselte Vader zum Q36.5 Pro Cycling Team.

## Erfolge
2013
- Niederländischer Meister (Junioren) – Cross-Country XCO

2014
- Europameisterschaften (Junioren) – Cross-Country XCO

2015
- Niederländischer Meister (U23) – Cross-Country XCO

2016
- Niederländischer Meister (U23) – Cross-Country XCO

2019
- Niederländischer Meister – Cross-Country XCO
- Europameisterschaften – Cross-Country XCO

2020
- Niederländischer Meister – Cross-Country XCO

2021
- Niederländischer Meister – Cross-Country XCO

2023
- Bergwertung Slowakei-Rundfahrt
- Gesamtwertung und eine Etappe Tour of Guangxi

## Grand-Tour-Platzierungen
| Grand Tour        | 2025 |
| ----------------- | ---- |
| Giro d’ItaliaGiro | 80   |